# Дмитриев, Андрей Юрьевич
Андрей Юрьевич Дмитриев, литературный псевдоним — Балканский (род. 12 сентября 1979, Ленинград) — российский политик, журналист и писатель.
Сопредседатель незарегистрированной партии «Другая Россия».
Автор книг «Ким Ир Сен» в серии «Жизнь замечательных людей» (2011 г.) и «Эдуард Лимонов» в серии «ЖЗЛ. Современные классики» (2017 г.) издательства «Молодая гвардия».

## Биография
Окончил Российский государственный педагогический университет имени А. И. Герцена по специальности «история».

## Политическая деятельность

### Национал-большевистская партия (НБП)
В 1996 году вступил в Национал-большевистскую партию (с 2007 года её деятельность на территории РФ запрещена). Участвовал в ряде акций прямого действия нацболов — захвате крейсера «Аврора» (1997), атаках на консульства Латвии в знак протеста против преследования ветеранов Великой Отечественной войны (2000) и других.
С 2004 года и до запрета НБП возглавлял её петербургское отделение, был редактором газеты национал-большевиков северо-запада РФ «Смерч».
Являлся одним из организаторов «Маршей несогласных» и акций «Стратегии-31» в Петербурге.

### Партия «Другая Россия»
С октября 2010 года руководит отделением партии «Другая Россия» в северной столице.

#### «Процесс двенадцати»
Осенью 2010 года против Дмитриева и ещё 11 членов «Другой России» было возбуждено уголовное дело по обвинению в «организации и участии в деятельности экстремистской организации» ст. 282.2 УК РФ). С 2009 года оперативники прослушивали квартиру, в которой собирались петербургские «другороссы», внедрили в их ряды провокаторов, в задачу которых входило информировать органы о происходящем в организации. Результатом работы Центра «Э» стало возбуждение уголовного дела по обвинению в осуществлении деятельности запрещенной партии НБП. Сами подсудимые заявили, что участвовали в деятельности организации «Другая Россия», а дело против них сфабриковано по политическим мотивам.
Приговор по так называемому «Процессу двенадцати» был вынесен в декабре 2012 года. Судья Выборгского районного суда Санкт-Петербурга Сергей Яковлев признал Дмитриева и других фигурантов виновными, однако освободил от наказания за истечением срока давности по делу.

#### Война в Донбассе
В 2014—2015 годах в рамках созданного «Другой Россией» движения «Интербригады» для помощи донбасским сепаратистам возглавил городской штаб по сбору помощи для непризнанных ДНР и ЛНР, помогал в отправке туда добровольцев и гуманитарных грузов.

#### Кампания против доски Маннергейму
В 2016 году петербургское отделение «Другой России» провело кампанию против установки в Петербурге мемориальной доски финскому маршалу Карлу Маннергейму. Активисты партии совершали акты вандализма. В итоге инициатор установки — Российское Военно-Историческое общество во главе с министром культуры РФ Владимиром Мединским — было вынуждено её снять.

#### Триумвират
С марта 2016 года — сопредседатель партии «Другая Россия» (совместно с Алексеем Волынцом и Александром Авериным), после ухода с этого поста Эдуарда Лимонова по состоянию здоровья.
Исполнительный директор Российского общества изучения идей чучхе. 

## Журналистская и литературная деятельность
С 2006 года — основатель и редактор интернет-портала «Агентство политических новостей Северо-Запад».
В разное время являлся автором изданий «Версия», «Новый Петербург», «Консерватор», «Завтра», «Петровский курьер», «Лимонка», АПН и других печатных и электронных СМИ.

## Личная жизнь
Женат вторым браком на Наталье Сидореевой. Имеет двух дочерей — Таисию (2011 г.р.) и Пелагею (2013 г.р.).